# Thomas Mackintosh
Thomas Mackintosh –conocido como Tom Mackintosh– (Wellington, 30 de enero de 1997) es un deportista neozelandés que compite en remo.
Participó en los Juegos Olímpicos de Tokio 2020, obteniendo una medalla de oro en la prueba de ocho con timonel. Ganó una medalla de bronce en el Campeonato Mundial de Remo de 2023, en la prueba de scull individual.

## Palmarés internacional
| Juegos Olímpicos   | Juegos Olímpicos  | Juegos Olímpicos  | Juegos Olímpicos |
| Año                | Lugar             | Medalla           | Prueba           |
| ------------------ | ----------------- | ----------------- | ---------------- |
| 2020               | Tokio (Japón)     | Medalla de oro    | Ocho con timonel |
| Campeonato Mundial |                   |                   |                  |
| Año                | Lugar             | Medalla           | Prueba           |
| 2023               | Belgrado (Serbia) | Medalla de bronce | Scull individual |